# Rapanea melanophloeos
Rapanea melanophloeos là một loài thực vật có hoa trong họ Anh thảo. Loài này được (L.) Mez miêu tả khoa học đầu tiên năm 1902.

## Hình ảnh

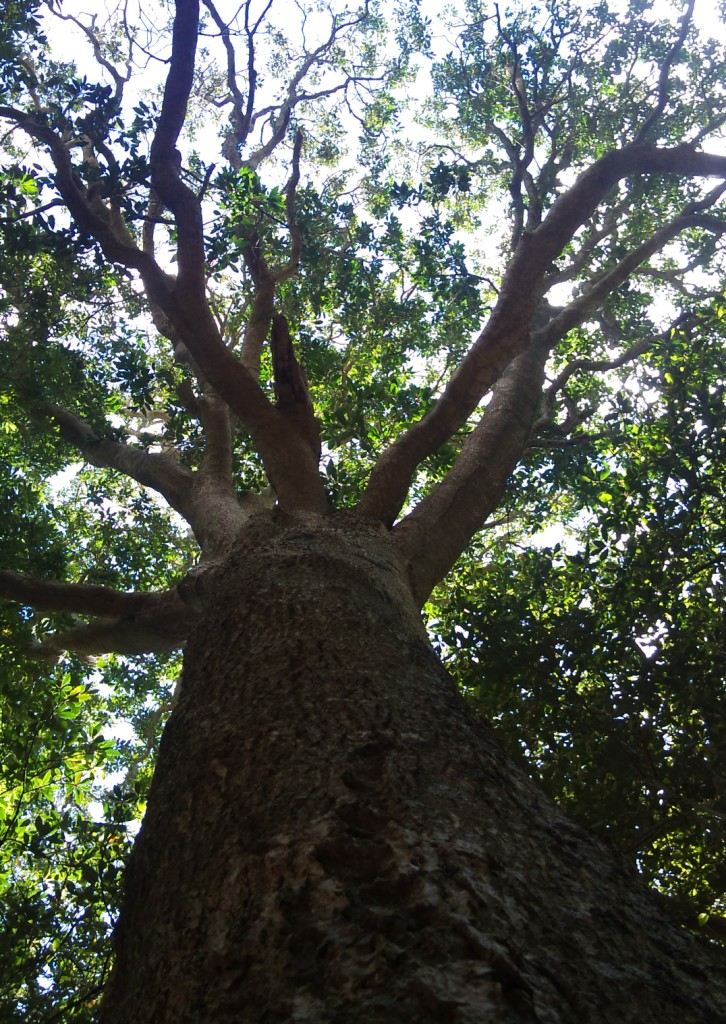
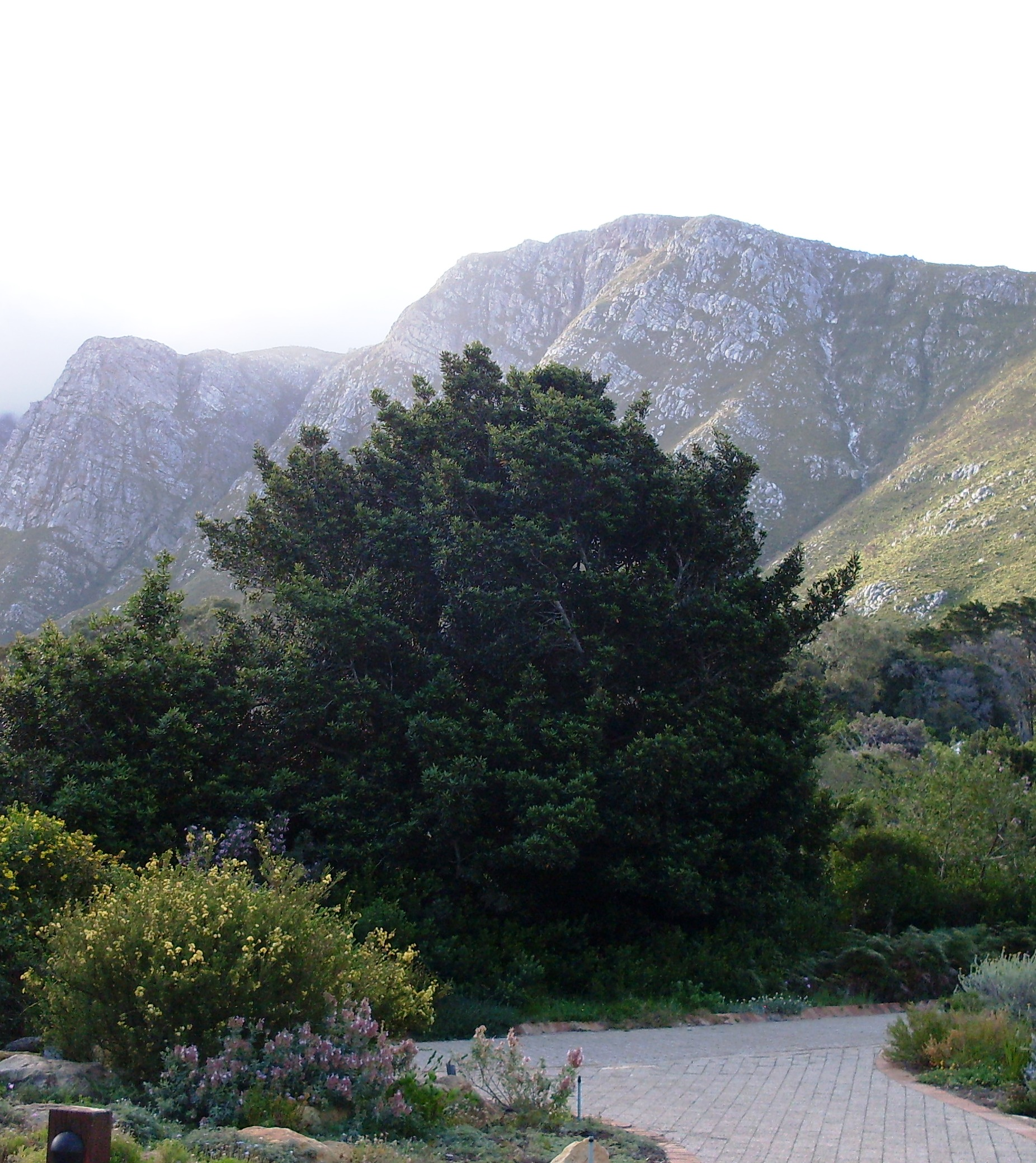
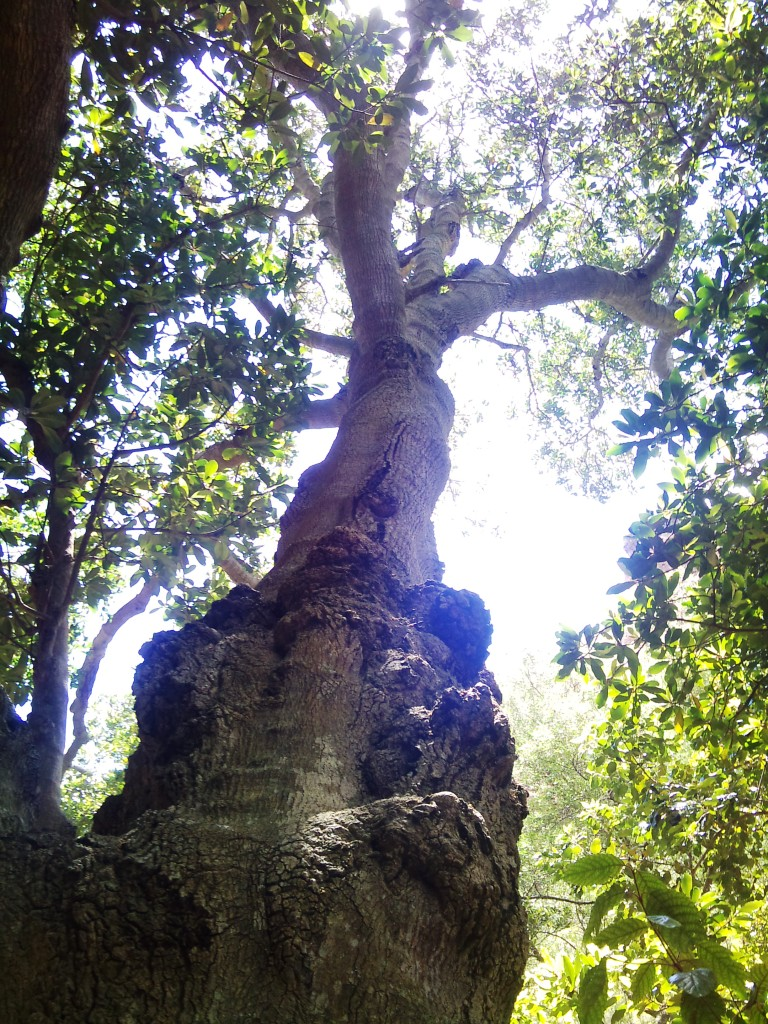
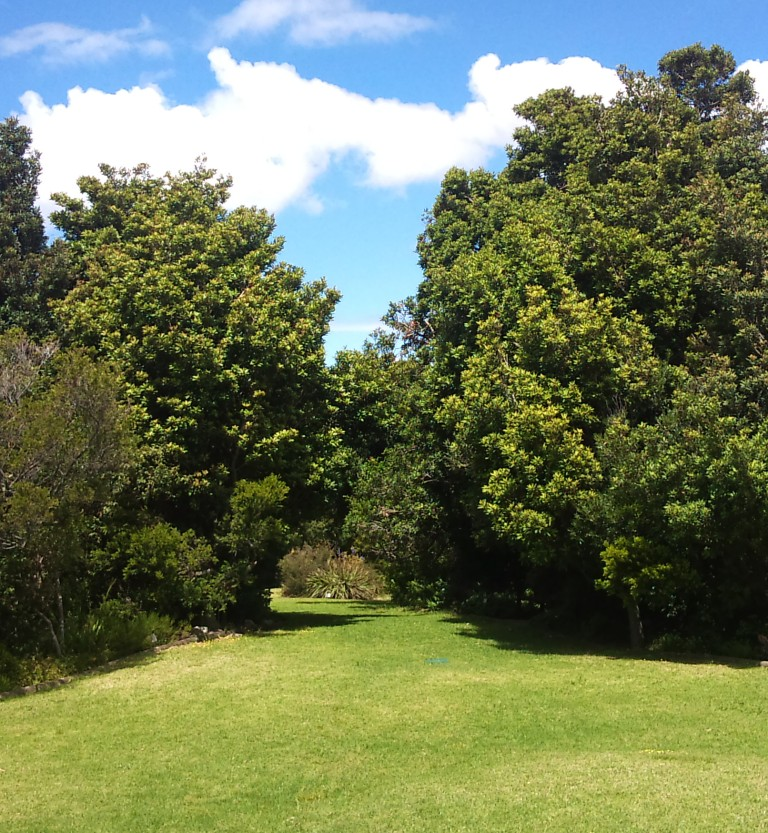